# Haruka nakamura
haruka nakamura（ハルカ ナカムラ）は青森県出身の音楽家。

## 来歴
母親が実家にてピアノ教室をしていた影響で、5歳からピアノを始める。本人はピアノを弾くことに恥ずかしさを感じていたため、中学進学を機にギターをはじめバンド活動をしていた。高校を中退するまで過ごした青森の風景がharuka nakamuraの音楽制作の原点だとインタビューにて語っている。
1年生の夏に高校を辞めて単身上京。インタビュー内でこの時の理由を「青森の田舎出身で、周りには田んぼしかないような感じだったから、ギターを続けるには東京に行くしかないと思って。」と語っている。
東京では音楽専門学校に入学するが1週間で中退。退学後は路上ミュージシャンとのセッションや、自宅でジム・ホールのCDに合わせて一日中一人でギターを弾くなど、限定的に音楽活動を行っていた。当時は音楽で食べていくつもりはなかったと語っている。

### Nujabesとの出会い
2008年。音楽共有サービスのMyspaceに音源を出したところNujabesからの連絡を受け、共同での楽曲制作が始まった。haruka nakamuraは以前からデモ音源を作成していたがレーベルなどに送ることもなかったため、第三者に自身の音楽を発信したのはこの時が最初になる。この時のNujabesからの最初のメールは「最高のギターを弾いてください」の一言だった。
Nujabesとの交流が始まり作品作りを進めていくなかで、本格的に音楽活動に取り組み始めた。
しかし2010年2月にNujabesが交通事故により他界。この時に制作した音楽は2012年にアルバム「MELODICA」として発表。

### 初期3部作
本格的な音楽活動を初めて最初に取り組んだのが「grace」「twilight」「MELODICA」の3枚のアルバム。
音源を作るときに最初から3枚のアルバムを出したいと考えていた。故郷青森の夕日で感じた悲しさと美しさのある一日の終わりを、過去・現在・未来というテーマで表現しようとしたものである。
1枚目の「grace」は故郷のアルバム、2枚目の「twilight」は今現在のアルバム、そして3枚目の「MELODICA」が未来のアルバムとなっている。

## 映画音楽
- Every Day（2016) ［劇伴音楽］*既存楽曲「every day」から生まれた映画。
- 劇場アニメ「ルックバック」（2024) [主題歌/劇伴音楽]　*映画は第48回日本アカデミー賞にて最優秀アニメーション作品賞を受賞。
- この夏の星を見る（2025）[主題歌/劇伴音楽]　*主題歌は「灯星」haruka nakamura + suis from ヨルシカ。

## テレビ・配信ドラマ音楽
- 息をひそめて（2020) [劇伴音楽]*Hulu / 監督 : 中川龍太郎
- ひきこもり先生（2021）[劇伴音楽]*NHK
- 家出娘（2022）[劇伴音楽]*NHK/ドラマは第45回創作テレビドラマ大賞受賞
- ひきこもり先生シーズン2（2022）[劇伴音楽]*NHK
- アニメ「TRIGUN STAMPEDE」（2023) [エンディング主題歌]*「星のクズ α」Salyu × haruka nakamura
- あの子の子ども（2024) [劇伴音楽]*カンテレ
- アポロの歌（2025）[劇伴音楽]*MBS毎日放送 / 監督 : 二宮健